# 班德拉 (聖地亞哥-德爾埃斯特羅省)

班德拉（西班牙語：Bandera），是阿根廷的城鎮，位於該國北部聖地亞哥-德爾埃斯特羅省，是貝爾格拉諾縣的首府，距離聖地亞哥-德爾埃斯特羅272公里，海拔高度78米，2001年人口5,335。
28°54′S 62°16′W / 28.900°S 62.267°W